# Frederick Sumner Brackett
Frederick Sumner Brackett (1 de agosto de 1896 –  28 de enero de 1988), fue un físico y espectroscopista estadounidense.

## Semblanza
Nacido en Claremont, California, Brackett se graduó en la Universidad de Pomona y trabajó como observador en el Observatorio del Monte Wilson hasta 1920, dedicado a estudiar la radiación infrarroja del Sol. Obtuvo un doctorado en físicas por la Universidad Johns Hopkins en 1922. Utilizando un tubo de descarga descubrió la serie de Brackett del hidrógeno, donde los saltos del estado del electrón le permitieron determinar sus cuatro estadios fundamentales en 1922. Antes de trasladarse a Washington en 1927,  enseñó física en la Universidad de California, Berkeley. Se unió al Laboratorio de Agricultura para el estudio de la Fijación del Nitrógeno en 1927; y pasó al Instituto Nacional de Salud (NIH) en 1936 como director de investigaciones biofísicas.
Durante la Segunda Guerra Mundial dirigió un programa de investigación óptica en el Ejército. Fue ascendido al rango de teniente coronel y recibió la Legión al Mérito por su trabajo.
Brackett regresó al Servicio Nacional de Salud como jefe de la sección de fotobiología. Se retiró en 1961.

## Publicaciones
- Frederick Sumner Brackett, An Examination of the Infra-Red Spectrum of the Sun, lambda 8900 - lambda 9900, Astrophysical Journal, vol. 53, (1921) p. 121; doi 10.1086/142589
- Frederick Sumner Brackett, Visible and Infra-Red Radiation of Hydrogen; Ph.D. dissertation, Johns Hopkins University, 1922
- Frederick Sumner Brackett, Visible and Infra-Red Radiation of Hydrogen; Astrophysical Journal, vol. 56, (1922) p. 154; doi 10.1086/142697
- Frederick Sumner Brackett, Graphic correlation of radiation and biological data, City of Washington, The Smithsonian Institution, 1932, 1 p. l., 7 p. diagrs. 24½ cm
- F. S. Brackett and Earl S. Johnston, The functions of radiation in the physiology of plants, City of Washington, Smithsonian Institution, 1932, 2 v. illus., plates, diagrs. 25 cm.
- The present state of physics; a symposium presented on December 30, 1949 at the New York meeting of the American Association for the Advancement of Science. Arranged by Frederick S. Brackett. Freeport, N.Y., Books for Libraries Press [1970, c1954] vi, 265 p. illus. 24 cm. ISBN 0-8369-1542-9
- Dr. John Andraos, Named Concepts in Chemistry (A-K), York University, 2001

## Eponimia
- El cráter lunar Brackett lleva este nombre en su honor.[3]
- El asteroide (12775) Brackett también conmemora su nombre.[4]